# Raimon Casals i Alsina
Raimon Casals i Alsina   (el Guinardó, 4 d'abril de 1922)és un cisellador, ferrer, forjador i escultor català. Defunció l' 1 d' abril 2020.